# Чемпионат Южной Кореи по волейболу среди женщин
Чемпионат Южной Кореи по волейболу среди женщин — ежегодное соревнование женских волейбольных команд Южной Кореи (Республики Корея). Проводится с 1958 года по классическому варианту волейбола (6х6). С 2005 организатором является профессиональная V-Лига. Чемпионат проходит по системе «осень—весна».

## Формула соревнований
Чемпионат 2024/25 включал два этапа — предварительный и плей-офф. На предварительной стадии команды-участницы играли в 6 кругов. По её итогам лучшая команда напрямую вышла в финал, ещё одно место в котором разыграли 2-я и 3-я команды. Серии матчей плей-офф проходили до двух (в полуфинале) и до трёх (в финале) побед одного из соперников.
В чемпионате 2024/25 участвовало 7 команд: «Инчхон Хынкук Пинк Спайдерс» (Инчхон), «Сувон Хёндэ Хиллстейт» (Сувон), «Тэджон Ред Спаркс» (Тэджон), «Хвасон ИБК Элтос» (Хвасон), «Кимчхон Корея Экспрессвэй Хай-Пасс» (Кимчхон), «GS Кэлтекс» (Сеул), «Кванджу Эл Папперс» (Кванджу). Чемпионский титул выиграл «Инчхон Хынкук Пинк Спайдерс», победивший в финальной серии «Тэджон Ред Спаркс» 3-2 (3:0, 3:2, 2:3, 2:3, 3:2). 3-е место занял «Сувон Хёндэ Хиллстейт».

## Призёры
| Сезон     | 1-е место                                                             | 2-е место                                                             | 3-е место                                                             |
| --------- | --------------------------------------------------------------------- | --------------------------------------------------------------------- | --------------------------------------------------------------------- |
| 1957      | «Пунмун Хай Скул» Сеул                                                | «Сонсин Хай Скул» Сеул                                                | «Чжонан Хай Скул» Сеул, «Намсон Хай Скул» Пусан                       |
| 1958      | «Кунсан Коммерсл Хай Скул» Кунсан                                     | «Пунмун Хай Скул» Сеул                                                | ?                                                                     |
| 1959      | «Кунсан Коммерсл Хай Скул» Кунсан                                     | «Донток Хай Скул» Сеул                                                | «Кёнги Инститьют» Сеул, «Судо Хай Скул» Сеул                          |
| 1960      | «Кёнги Инститьют» Сеул                                                | «Кунсан Коммерсл Хай Скул» Кунсан                                     | ?                                                                     |
| 1961      | «Сонсин Хай Скул» Сеул                                                | «Кёнги Инститьют» Сеул                                                | «Судо Хай Скул» Сеул, «Чжинмён Хай Скул» Сеул                         |
| 1962      | «Дэхан Индастрис» Сеул                                                | «Чхохон Бэнк» Сеул                                                    | «Чжонхва Коммерсл Хай Скул» Сеул                                      |
| 1963      | «Чхохон Бэнк» Сеул                                                    | «Ихва Хай Скул» Сеул                                                  | «Корея Фёст Бэнк» Сеул, «Корея Девелопмент Бэнк» Сеул                 |
| 1964      | Переход на систему «осень—весна»                                      | Переход на систему «осень—весна»                                      | Переход на систему «осень—весна»                                      |
| 1964/65   | «Корея Фёст Бэнк» Сеул                                                | «Корея Девелопмент Бэнк» Сеул                                         | «Ихва Хай Скул» Сеул, «Кванджу Коммерсл Хай Скул» Кванджу             |
| 1965/66   | «Корея Девелопмент Бэнк» Сеул                                         | «Корея Фёст Бэнк» Сеул                                                | «Ихва Хай Скул» Сеул, «Токсон Хай Скул» Сеул                          |
| 1966/67   | «Донъил Текстиль» Инчхон                                              | «Корея Ойл» Сеул                                                      | «Корея Фёст Бэнк» Сеул, «Корея Девелопмент Бэнк» Сеул                 |
| 1967/68   | «Донъил Текстиль» Инчхон                                              | «Корея Фёст Бэнк» Сеул                                                | «Корея Девелопмент Бэнк» Сеул                                         |
| 1968/69   | «Нэшнл Такс Сёрвайс» Сеул                                             | «Чжонан Хай Скул» Сеул                                                | ?                                                                     |
| 1969/70   | «Нэшнл Такс Сёрвайс» Сеул                                             | «Корея Девелопмент Бэнк» Сеул                                         | «Кукмин Юнивёрсити» Сеул                                              |
| 1970/71   | Чемпионат отменён                                                     | Чемпионат отменён                                                     | Чемпионат отменён                                                     |
| 1971/72   | «Нэшнл Такс Сёрвайс» Сеул                                             | «Корея Ойл» Сеул                                                      | «Тхэкван» Инчхон                                                      |
| 1972/73   | Чемпионат отменён                                                     | Чемпионат отменён                                                     | Чемпионат отменён                                                     |
| 1973/74   | «Дайнон» Сеул                                                         | «Корея Экспрессвэй» Кимчхон                                           | «Корея Девелопмент Бэнк» Сеул                                         |
| 1974/75   | «Дайнон» Сеул                                                         | «Корея Девелопмент Бэнк» Сеул                                         | «Корея Ойл» Сеул, «Ханил Синтетик Файбер» Сеул                        |
| 1975/76   | «Дайнон» Сеул                                                         | «Дэу» Сеул                                                            | «Корея Ойл» Сеул, «Тхэкван» Инчхон                                    |
| 1976/77   | «Дайнон» Сеул                                                         | «Дэу» Сеул                                                            | «Корея Ойл» Сеул, «Корея Экспрессвэй» Кимчхон                         |
| 1977/78   | «Дайнон» Сеул                                                         | «Сонгён Файбер» Сеул                                                  | «Ханил Синтетик Файбер» Сеул                                          |
| 1979      | «Дайнон» Сеул                                                         | «Хёндэ» Сувон                                                         | «Дэу» Сеул, «Сонгён Файбер» Сеул                                      |
| 1980      | «Мидопа» Сеул                                                         | «Хёндэ» Сувон                                                         | «Тхэкван» Инчхон, «Сонгён Файбер» Сеул                                |
| 1981      | «Мидопа» Сеул                                                         | «Хёндэ» Сувон                                                         | «Фуджифильм Корея» Сеул                                               |
| 1982      | «Хёндэ» Сувон                                                         | «Корея Экспрессвэй» Кимчхон                                           | «Мидопа» Сеул, «Фуджифильм Корея» Сеул                                |
| 1983      | «Мидопа» Сеул                                                         | «Хёндэ» Сувон                                                         | «Фуджифильм Корея» Сеул, «Сонгён Файбер» Сеул                         |
| 1984      | «Мидопа» Сеул                                                         | «Хёндэ» Сувон                                                         | «Ханил Синтетик Файбер» Сеул                                          |
| 1985      | «Хёндэ» Сувон                                                         | «Мидопа» Сеул                                                         | «Ханил Синтетик Файбер» Сеул                                          |
| 1986      | «Хёндэ» Сувон                                                         | «Мидопа» Сеул                                                         | «Ханил Синтетик Файбер» Сеул                                          |
| 1987      | «Хёндэ» Сувон                                                         | «Мидопа» Сеул                                                         | «Ханил Синтетик Файбер» Сеул                                          |
| 1988      | «Дайнон» Сеул                                                         | «Ханил Синтетик Файбер» Сеул                                          | «Хёндэ» Сувон                                                         |
| 1988/89   | «Хёндэ» Сувон                                                         | «Хонам Ойл Рефинери» Сеул                                             | «Сонгён Индастри» Сеул                                                |
| 1989/90   | «Хёндэ» Сувон                                                         | «Дайнон» Сеул                                                         | «Сонгён Индастри» Сеул                                                |
| 1990/91   | «Хонам Ойл Рефинери» Сеул                                             | «Хёндэ» Сувон                                                         | «Дайнон» Сеул                                                         |
| 1991/92   | «Хонам Ойл Рефинери» Сеул                                             | «Ханил Синтетик Файбер» Сеул                                          | «Хёндэ» Сувон                                                         |
| 1992/93   | «Хонам Ойл Рефинери» Сеул                                             | «Хёндэ» Сувон                                                         | «Ханил Синтетик Файбер» Сеул                                          |
| 1993/94   | «Хонам Ойл Рефинери» Сеул                                             | «Ханил Синтетик Файбер» Сеул                                          | «Хынкук Лайф» Инчхон                                                  |
| 1994/95   | «Хонам Ойл Рефинери» Сеул                                             | «Ханил Синтетик Файбер» Сеул                                          | «Хёндэ» Сувон                                                         |
| 1995/96   | «Хонам Ойл Рефинери» Сеул                                             | «Ханил Синтетик Файбер» Сеул                                          | «Сонгён Индастри» Сеул                                                |
| 1996/97   | «LG Кэлтекс Ойл» Сеул                                                 | «Сонгён Индастри» Сеул                                                | «Ханил Синтетик Файбер» Сеул                                          |
| 1997/98   | «LG Кэлтекс Ойл» Сеул                                                 | «Сонгён Индастри» Сеул                                                | «Хынкук Лайф» Инчхон                                                  |
| 1998/99   | «LG Кэлтекс Ойл» Сеул                                                 | «Хёндэ» Сувон                                                         | «Корея Тобакко Гинсен» Тэджон                                         |
| 1999/2000 | «Хёндэ» Сувон                                                         | «LG Кэлтекс Ойл» Сеул                                                 | «Корея Экспрессвэй» Кимчхон                                           |
| 2000/01   | «Хёндэ» Сувон                                                         | «LG Кэлтекс Ойл» Сеул                                                 | «Корея Тобакко Гинсен» Тэджон                                         |
| 2001/02   | «Хёндэ» Сувон                                                         | «Корея Тобакко Гинсен» Тэджон                                         | «LG Кэлтекс Ойл» Сеул                                                 |
| 2002/03   | «Хёндэ» Сувон                                                         | «Корея Экспрессвэй» Кимчхон                                           | «Корея Тобакко Гинсен» Тэджон                                         |
| 2003/04   | «Хёндэ» Сувон                                                         | «Корея Экспрессвэй» Кимчхон                                           | «Корея Тобакко Гинсен» Тэджон                                         |
| 2004/05   | «Тэджон Ариэлс» Тэджон                                                | «Куми Корея Экспрессвэй» Куми                                         | «Хёндэ» Сувон                                                         |
| 2005/06   | «Чхонан Хынкук Пинк Спайдерс» Чхонан                                  | «Куми Корея Экспрессвэй» Куми                                         | «Тэджон Ариэлс» Тэджон                                                |
| 2006/07   | «Чхонан Хынкук Пинк Спайдерс» Чхонан                                  | «Сувон Хёндэ» Сувон                                                   | «Куми Корея Экспрессвэй» Куми                                         |
| 2007/08   | «Инчхон GS Кэлтекс» Инчхон                                            | «Чхонан Хынкук Пинк Спайдерс» Чхонан                                  | «Тэджон Ариэлс» Тэджон                                                |
| 2008/09   | «Чхонан Хынкук Пинк Спайдерс» Чхонан                                  | «GS Кэлтекс» Сеул                                                     | «Тэджон Ариэлс» Тэджон                                                |
| 2009/10   | «Тэджон Ариэлс» Тэджон                                                | «Сувон Хёндэ Хиллстейт» Сувон                                         | «GS Кэлтекс» Сеул                                                     |
| 2010/11   | «Сувон Хёндэ Хиллстейт» Сувон                                         | «Инчхон Хынкук Пинк Спайдерс» Инчхон                                  | «Соннам Корея Экспрессвэй Хай-Пасс» Соннам                            |
| 2011/12   | «Тэджон Корея Гинсен» Тэджон                                          | «Сувон Хёндэ Хиллстейт» Сувон                                         | «Соннам Корея Экспрессвэй Хай-Пасс» Соннам                            |
| 2012/13   | «Хвасон ИБК Элтос» Хвасон                                             | «GS Кэлтекс» Сеул                                                     | «Сувон Хёндэ Хиллстейт» Сувон                                         |
| 2013/14   | «GS Кэлтекс» Сеул                                                     | «Хвасон ИБК Элтос» Хвасон                                             | «Тэджон Корея Гинсен» Тэджон                                          |
| 2014/15   | «Хвасон ИБК Элтос» Хвасон                                             | «Соннам Корея Экспрессвэй Хай-Пасс» Соннам                            | «Сувон Хёндэ Хиллстейт» Сувон                                         |
| 2015/16   | «Сувон Хёндэ Хиллстейт» Сувон                                         | «Хвасон ИБК Элтос» Хвасон                                             | «Инчхон Хынкук Пинк Спайдерс» Инчхон                                  |
| 2016/17   | «Хвасон ИБК Элтос» Хвасон                                             | «Инчхон Хынкук Пинк Спайдерс» Инчхон                                  | «Тэджон Корея Гинсен» Тэджон                                          |
| 2017/18   | «Кимчхон Корея Экспрессвэй Хай-Пасс» Кимчхон                          | «Хвасон ИБК Элтос» Хвасон                                             | «Сувон Хёндэ Хиллстейт» Сувон                                         |
| 2018/19   | «Инчхон Хынкук Пинк Спайдерс» Инчхон                                  | «Кимчхон Корея Экспрессвэй Хай-Пасс» Кимчхон                          | «GS Кэлтекс» Сеул                                                     |
| 2019/20   | Из-за пандемии COVID-19 чемпионат не был завершён. Итоги не подведены | Из-за пандемии COVID-19 чемпионат не был завершён. Итоги не подведены | Из-за пандемии COVID-19 чемпионат не был завершён. Итоги не подведены |
| 2020/21   | «GS Кэлтекс» Сеул                                                     | «Инчхон Хынкук Пинк Спайдерс» Инчхон                                  | «Хвасон ИБК Элтос» Хвасон                                             |
| 2021/22   | «Сувон Хёндэ Хиллстейт» Сувон                                         | «Кимчхон Корея Экспрессвэй Хай-Пасс» Кимчхон                          | «GS Кэлтекс» Сеул                                                     |
| 2022/23   | «Кимчхон Корея Экспрессвэй Хай-Пасс» Кимчхон                          | «Инчхон Хынкук Пинк Спайдерс» Инчхон                                  | «Сувон Хёндэ Хиллстейт» Сувон                                         |
| 2023/24   | «Сувон Хёндэ Хиллстейт» Сувон                                         | «Инчхон Хынкук Пинк Спайдерс» Инчхон                                  | «Тэджон Ред Спаркс» Тэджон                                            |
| 2024/25   | «Инчхон Хынкук Пинк Спайдерс» Инчхон                                  | «Тэджон Ред Спаркс» Тэджон                                            | «Сувон Хёндэ Хиллстейт» Сувон                                         |